# Okręg wyborczy nr 34 do Senatu Rzeczypospolitej Polskiej (2001–2011)
Okręg wyborczy nr 34 do Senatu Rzeczypospolitej Polskiej obejmował w latach 2001–2011 obszar miasta na prawach powiatu Olsztyna oraz powiatów: ełckiego, giżyckiego, gołdapskiego, kętrzyńskiego, mrągowskiego, nidzickiego, oleckiego, olsztyńskiego, piskiego, szczycieńskiego i węgorzewskiego (województwo warmińsko-mazurskie). Wybierano w nim 2 senatorów na zasadzie większości względnej.
Powstał w 2001, jego obszar należał wcześniej do okręgów obejmujących województwo olsztyńskie oraz część województw ostrołęckiego i suwalskiego. Zniesiony został w 2011, na jego obszarze utworzono nowe okręgi nr 86 i 87.
Siedzibą okręgowej komisji wyborczej był Olsztyn.

## Reprezentanci okręgu
| Rok  | Senator komitet wyborczy                 | Senator komitet wyborczy                                    | Senator komitet wyborczy                 | Senator komitet wyborczy                                       |
| ---- | ---------------------------------------- | ----------------------------------------------------------- | ---------------------------------------- | -------------------------------------------------------------- |
| 2001 |                                          | Janusz Lorenz KKW Sojusz Lewicy Demokratycznej – Unia Pracy |                                          | Wiesław Pietrzak KKW Sojusz Lewicy Demokratycznej – Unia Pracy |
| 2005 |                                          | Jerzy Szmit Prawo i Sprawiedliwość                          |                                          | Ryszard Górecki Platforma Obywatelska RP                       |
| 2007 |                                          | Marek Konopka Platforma Obywatelska RP                      |                                          | Ryszard Górecki Platforma Obywatelska RP                       |
| 2011 | okręg zniesiony, patrz okręgi nr 86 i 87 | okręg zniesiony, patrz okręgi nr 86 i 87                    | okręg zniesiony, patrz okręgi nr 86 i 87 | okręg zniesiony, patrz okręgi nr 86 i 87                       |

## Wyniki wyborów
Symbolem „●” oznaczono senatorów ubiegających się o reelekcję.

### Wybory parlamentarne 2001
| Kandydat                                              | Kandydat          | Komitet wyborczy                                     | Głosów |
| ----------------------------------------------------- | ----------------- | ---------------------------------------------------- | ------ |
|                                                       | Janusz Lorenz●    | KKW Sojusz Lewicy Demokratycznej – Unia Pracy        | 86 472 |
|                                                       | Wiesław Pietrzak● | KKW Sojusz Lewicy Demokratycznej – Unia Pracy        | 78 773 |
|                                                       | Andrzej Majchrzak | Samoobrona Rzeczpospolitej Polskiej                  | 39 791 |
|                                                       | Jerzy Szmit       | KWW Blok Senat 2001                                  | 37 273 |
|                                                       | Ryszard Soroko    | KWW Blok Senat 2001                                  | 29 226 |
|                                                       | Tadeusz Milewski  | Polskie Stronnictwo Ludowe                           | 27 988 |
|                                                       | Stefan Duk        | KWW Niezależnego Kandydata do Senatu RP Stefana Duka | 24 489 |
|                                                       | Jan Strażewicz    | Polskie Stronnictwo Ludowe                           | 20 424 |
|                                                       | Paweł Abramski●   | KWW Pawła Abramskiego                                | 19 131 |
|                                                       | Tadeusz Zaremba   | KWW „ŁAD I NORMALNOŚĆ”                               | 15 406 |
|                                                       | Zbigniew Puchajda | Polska Partia Socjalistyczna                         | 5813   |
| Frekwencja: 40,15% Źródło: Państwowa Komisja Wyborcza |                   |                                                      |        |

*Janusz Lorenz i Paweł Abramski reprezentowali w Senacie IV kadencji (1997–2001) województwo olsztyńskie, Wiesław Pietrzak był wcześniej przedstawicielem województwa suwalskiego.

### Wybory parlamentarne 2005
| Kandydat                                              | Kandydat                       | Komitet wyborczy                                | Głosów |
| ----------------------------------------------------- | ------------------------------ | ----------------------------------------------- | ------ |
|                                                       | Jerzy Szmit                    | Prawo i Sprawiedliwość                          | 66 436 |
|                                                       | Ryszard Górecki                | Platforma Obywatelska RP                        | 64 587 |
|                                                       | Lucjan Jędrychowski            | Liga Polskich Rodzin                            | 28 858 |
|                                                       | Janusz Lorenz●                 | KWW Janusz Lorenz Ludziom Warmii i Mazur        | 28 043 |
|                                                       | Danuta Ciborowska              | Sojusz Lewicy Demokratycznej                    | 27 906 |
|                                                       | Andrzej Majchrzak              | Samoobrona Rzeczpospolitej Polskiej             | 26 652 |
|                                                       | Wiesław Pietrzak●              | Sojusz Lewicy Demokratycznej                    | 20 809 |
|                                                       | Stefan Duk                     | Polskie Stronnictwo Ludowe                      | 19 542 |
|                                                       | Jerzy Dziewulski               | KWW Kandydata na Senatora Jerzego Dziewulskiego | 18 184 |
|                                                       | Elżbieta Bandurska-Stankiewicz | Partia Demokratyczna – demokraci.pl             | 16 431 |
|                                                       | Halina Nowina Konopka          | Stronnictwo "Porozumienie Polskie"              | 13 796 |
|                                                       | Barbara Radziewicz             | KWW Społeczni Ratownicy                         | 5452   |
|                                                       | Sławomir Mątwicki              | Centrum                                         | 4015   |
|                                                       | Zofia Kreczko-Czeczetkowicz    | Polska Partia Narodowa                          | 2904   |
| Frekwencja: 34,54% Źródło: Państwowa Komisja Wyborcza |                                |                                                 |        |

### Wybory parlamentarne 2007
| Kandydat                                              | Kandydat         | Komitet wyborczy                      | Głosów  |
| ----------------------------------------------------- | ---------------- | ------------------------------------- | ------- |
|                                                       | Ryszard Górecki● | Platforma Obywatelska RP              | 148 465 |
|                                                       | Marek Konopka    | Platforma Obywatelska RP              | 93 837  |
|                                                       | Jerzy Szmit●     | Prawo i Sprawiedliwość                | 69 458  |
|                                                       | Jacek Mrozek     | Prawo i Sprawiedliwość                | 60 540  |
|                                                       | Janusz Lorenz    | Polskie Stronnictwo Ludowe            | 52 214  |
|                                                       | Wiesław Nałęcz   | KKW Lewica i Demokraci SLD+SDPL+PD+UP | 51 618  |
| Frekwencja: 48,90% Źródło: Państwowa Komisja Wyborcza |                  |                                       |         |